# Вафа, Камран
Камран Вафа (англ. Cumrun Vafa; род. 1 августа 1960 ) — американский физик-теоретик иранского происхождения (перебрался в США в 1977 году). Известность принесли работы по теории струн. Профессор Гарвардского университета.

## Награды и признание
Член Национальной академии наук США (2009), Американской академии искусств и наук (2005).
В число наград входят:
- Пленарный доклад на Международном конгрессе математиков (1998)
- Медаль Дирака (2008)[6]
- Премия по фундаментальной физике (2014)[7][8]
- Премия Дэнни Хайнемана в области математической физики (2016)[9]
- Почётная медаль острова Эллис (2017)[10]